# Jules Solime Milscent
Jules Solime Milscent (de son vrai nom Jules Solime Milscent, né en 1778 à Grande-Rivière-du-Nord, dans le département Nord d'Haïti, et mort le 7 mai 1842 pendant un tremblement de terre) est un écrivain, poète et homme politique haïtien.Écrivain, journaliste et homme politique, Jules Milscent est l’un des pionniers de la littérature haïtienne. Très actif dans la jeune République d’Haïti du XIXᵉ siècle, il a marqué la littérature haïtienne en tant que poète, dramaturge et fabuliste.

## Biographie
Jules Solime Milscent est né à Grande-Rivière-du-Nord d'un père français et d'une femme de couleur libre. Il fit ses études en France. Après celles-ci il retourna en Haïti en 1816, mais n'alla pas dans le royaume de Christophe car celui-ci l'aurait sacrifié à l'époque,[pas clair] il se rendit donc a Port-au-Prince pour se fixer là bas.
Il a fondé en 1817 avec Colombel et Laprée la première revue littéraire du pays, L'Abeille haïtienne, qui parut deux fois par mois, édité à l'imprimerie du gouvernement. Celle-ci avait un intérêt double, elle publiait surtout de la littérature mais aussi des nouvelles du pays.
Il a également participé à plusieurs gouvernements et contribué à la rédaction du code civil haïtien.
Jules Milscent disparut dans le tremblement de terre qui détruisit le Cap-Haitien en 1842.
Il est particulièrement connu pour ses fables dont les plus célèbres sont : 
- L'Homme, la Guêpe et le Serpent
- Le Cœur et l'Esprit
- L'Homme et le Serpent
- Le Chien et le Loup
- L'Enfant et la Sauterelle
- Le loup et le serpent
- Mr_Goat et l'internet
- Peterly et le renard Encore deux autre oeuvres
- L'abeille haytienne 1817-1820
- Ode sur l'avènement de napoléon au trône 1805 https://data.bnf.fr/see_all_activities/10478673/page1

### Source
- (fr) Histoire de la littérature haïtienne, Ed. Caraïbes, 1975Écrit avec Pradel Pompilus.